# زیرواحد بزرگ آران‌ای ریبوزومی
زیرواحد بزرگ آران‌ای ریبوزومی بزرگ‌ترین جزء اصلی آران‌ای در ساختار ریبوزوم‌ها در جانداران مختلف است. این زیرواحد با تعدادی از پروتئین‌های ریبوزومی در ارتباط است و زیرواحد بزرگ ریبوزوم را تشکیل می‌دهد. زیرواحد بزرگ به‌عنوان یک ریبوزیم عمل می‌کند و باعث تشکیل پیوند پپتیدی می‌شود.

## ویژگی‌ها
| نوع       | اندازه | گونه‌ها                  | طول             | الحاق       | منابع       |
| --------- | ------ | ----------------------- | --------------- | ----------- | ----------- |
| باکتریایی | ۲۳اس   | اشریشیا کلی             | ۲٬۹۰۵ نوکلئوتید | NR_076322.1 | [ ۱ ]       |
| آرکی‌ها    | ۲۳اس   | Halobacterium salinarum | ۲٬۹۰۶ نوکلئوتید | NR_076247.1 | [ ۲ ]       |
| یوکاریوتی | ۲۸اس   | انسان                   | ۵٬۰۲۵ نوکلئوتید | M11167.1    | [ ۳ ]       |
| میتوکندری | ۱۶اس   | انسان                   | ۱٬۵۵۹ نوکلئوتید | NC_012920.1 | [ ۴ ] [ ۵ ] |
| پلاست     | ۲۳اس   | رشادی گوش‌موشی           | ۲٬۸۱۰ نوکلئوتید | NC_000932.1 | [ ۶ ]       |

## کاربرد در پژوهش‌های فیلوژنی
توالی زیرواحدهای کوچک ریبوزومی به‌طور گسترده‌ای برای انجام مطالعات تبارزایی در بین جانداران مورد استفاده قرار می‌گیرد، زیرا آن‌ها منشأ باستانی داشته و در همهٔ اشکال شناخته‌شدهٔ حیات، یافت می‌شوند.